# 台湾総督府
台湾総督府（たいわんそうとくふ、旧字体：臺灣總督府）は、日清戦争終結後、その講和条約である下関条約に基づき清国から割譲された台湾を統治するために設置された日本の出先官庁。

## 概略
台湾総督府は、1895年（明治28年）4月17日に調印された下関条約によって、台湾および澎湖列島は日本へ割譲され、日本は台湾を領有することとなった。同年6月17日、台北において始政式が行われ、台湾総督府による台湾統治が正式に開始された。
ただし、台湾総督は内閣総理大臣の、さらにのちには内務大臣や拓務大臣などの指揮監督を受けることになっており、宮中席次でも朝鮮総督が第6位なのに対して台湾総督は親任官として第11位と、陸海軍大将や枢密顧問官よりも地位が低かった。
初代総督は樺山資紀で当初は陸海軍の将官が総督を務めた。児玉源太郎総督の下で1898年（明治31年）に民政長官に就任した後藤新平は、土地改革を行いつつ、電気水道供給施設・交通施設情報施設などを整備、アヘン中毒患者の撲滅、学校教育の普及、製糖業などの産業を育成することにより台湾の近代化を推進し、一方で統治に対する叛逆者には取り締まりをするという「飴と鞭」の政策を有効に用いることで統治体制を確立した。
1945年（昭和20年）10月25日の中華民国との降伏調印式において事実上その職権を停止。以後業務を台湾地区日本官兵善後連絡部へ引き継いだ。総督府直属機関の接収は、台湾省行政長官公署民政処が行い、総督府の官員の多くが「服務員」としてこれに協力した。
日本は、植民地法制についておよそ正式な廃止手続きを行わず、台湾総督府官制（明治30年10月21日勅令第362号）も正式な廃止がなされなかったが、遅くとも1949年（昭和24年）6月1日の国家行政組織法の施行の前日限りで、失効とみなされ、これにより台湾総督府は法制上も消滅した。

## 台湾総督
台湾総督（たいわんそうとく、旧字体：臺灣總督）は台湾が日本の統治下にあった1895年（明治28年）から1945年（昭和20年）までの間設置されていた親任官である。

### 沿革
1895年（明治28年）5月10日に初代総督として樺山資紀が任命され、同年6月17日に台湾総督府が開庁して以来、第二次世界大戦敗戦後の1945年（昭和20年）10月25日に最後の総督安藤利吉が中華民国と交わした降伏文書調印により事実上廃止されるまでの50年間に、台湾総督には19名の武官・文官が任命された。在任の最長は第5代総督佐久間左馬太の9年1か月、最短は第15代総督南弘の2か月で、在任の平均はおよそ2年半となっている。これらの総督は一般にその出身母体から、前期武官総督・文官総督・後期武官総督の3種類に分類されている。

#### 前期武官総督の時代

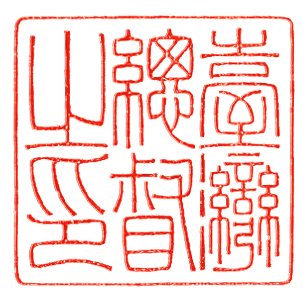
台湾総督之印（明治28/1896年作成）

初代総督に任命された樺山資紀は、任命翌日の5月11日に総督府条例を起草し上申したが裁可に至らなかった。そのため、5月21日に台湾総督府仮条例を制定し、占領に対する軍事的鎮圧のため軍政が施行された。8月6日には陸軍大臣の通達として、改めて台湾総督府条例（陸達第70号）を制定、第1条で「台湾全島鎮定ニ至ル迄台湾総督ノ下ニ軍事官衙ヲ組織スル」と規定した。これが通常の官制となるのは、1896年（明治29年）3月30日制定の台湾総督府条例（勅令第88号）の施行（4月1日）以降である。なお台湾総督府条例は、後に台湾総督府官制（明治30年10月21日勅令第362号）となった。
軍政から民政に移行した1896年4月以降においても、初期の台湾統治は、現地居住民の抵抗運動を抑圧する必要性から、軍事力を前面に打ち出した強硬な姿勢で行われた。この頃の総督には行政権と司法権、そして台湾駐屯の陸海軍の指揮権はもとより、台湾ニ施行スヘキ法令ニ関スル法律（明治29年3月31日法律第63号）（通称：六三法）によって特別立法権も付与されており、この統治四権を一手に握る総督の権限は絶大なものであった。
こうした事情から、この時代の総督に任命された樺山資紀・桂太郎・乃木希典・児玉源太郎・佐久間左馬太・安東貞美・明石元二郎の7名はいずれも現役の大将または中将で、初代総督の樺山を除いてそのすべてが陸軍出身者で占められている。しかも、その樺山の時代には台湾副総督という、彼の在任中の一時期のみに置かれた職があり、陸軍中将の高島鞆之助がこれに任じられていた。
そうした中で、第4代総督の児玉の頃から変化があらわれはじめる。長期にわたり総督として腰を据え、体系的な政策を必要に応じて展開、いわゆる「飴と鞭」の硬軟を使い分ける方針で台湾を包括的に支配することに成果を上げ、統治に安定がもたらされたのである。第6代総督の安東と第7代総督の明石は特に現地居住民の権益を保護する政策を実施したことで知られる。総督在任のまま死去した明石は、その任期こそ1年5か月にも満たない短いものであったが、遺言により台湾に墓地が築かれた唯一の総督でもある。

#### 文官総督の時代

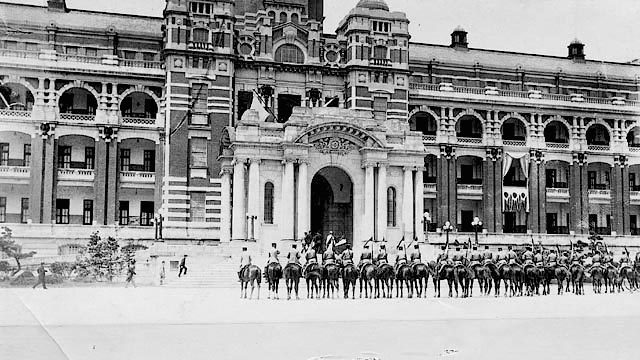
台湾総督府に行啓した摂政宮（後の昭和天皇）を歓迎する総督府の儀仗騎兵隊（大正12/1923年4月）

その明石が総督のとき、1919年（大正8年）8月20日の台湾総督府官制中改正ノ件（大正8年勅令第393号）による台湾総督府官制の改正により、以後台湾では文官でも総督になることが可能になるとともに、台湾軍の指揮権が廃止され、台湾軍の指揮権は台湾軍司令官に移譲された。
文官総督時代には、田健治郎・内田嘉吉・伊沢多喜男・上山満之進・川村竹治・石塚英蔵・太田政弘・南弘・中川健蔵の9名が総督に任命されている。いずれも内務省、逓信省、農商務省などの高級官僚や外地の民政担当官を経て貴族院議員に勅任された勅選議員（中川健蔵は、台湾総督退任後に、勅選議員）で、その時々に政権を担当していた政党の推薦を受けて任命された。
台湾の統治方式が抗日運動の鎮圧から経済の構築による社会の安定に転換したのがこの時期にあたる。

#### 後期武官総督の時代
二・二六事件は陸軍の青年将校が起したものであったが、事件後の綱紀粛正の名のもとに海軍からも大将2名を予備役に編入することになった。この貧乏くじを引かされることになったのが連合艦隊司令長官を退任したばかりの小林躋造海軍大将で、その処遇のために彼を台湾総督にしたのは、当時の新聞が「異例中の異例人事」と評するほどの驚愕人事であった。

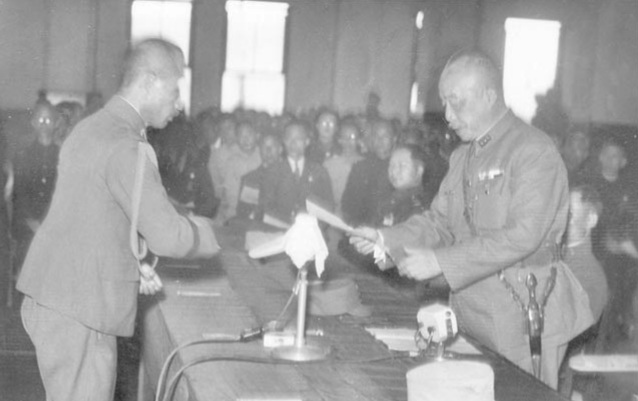
陳儀台湾省行政長官（右）と降伏文書を交わす第10方面軍参謀長諫山春樹（左）（昭和20/1945年10月）

小林は在任4年半の間に現地人の皇民化政策を推進したが、ちょうどこの頃に海軍の南進策が国策として固まったことから、次の台湾総督も海軍出身者をということになり、長谷川清海軍大将がこれに決まった。この長谷川もそろそろ予備役に編入されておかしくない年齢であったが、台湾の軍事拠点化を推進するという建前もあって現役のまま総督に就任、ここに武官総督が復活することになった。ただし、台湾軍の指揮権は依然として台湾軍司令官のもとに、後にはこれを改編した第10方面軍司令官のもとにあり、長谷川は武官総督といってもその性格は前期のそれとは大きく様相を異にするものであった。
ところが、太平洋戦争で日本の敗色が濃くなった1944年暮、人材の不足や台湾決戦を想定して指揮系統を一本化するという名目のもと、第10方面軍司令官の安藤利吉陸軍大将が台湾総督を「兼任」すると、前期総督と同等の強大な権限を持つに至った。一方で台湾人にも帝国議会の選挙権や被選挙権が与えられるなど、日本人との台湾人の関係対等化も進んだものの、翌年の終戦によって台湾総督府も降伏し、解体されることになり、1945年10月25日、台北公会堂で安藤は陳儀中華民国台湾省行政長官との間に降伏文書を交わし、半世紀にわたった台湾総督府の歴史に幕を引いた。

### 総督一覧
以下表中、爵位と階級はいずれも台湾総督に着任当時のものをあげ、在任中に授爵・陞爵や進級があった場合はその概略を備考にあげた。なお、前職・後職の列にある「台湾」は「台湾総督府」を、「朝鮮」は「朝鮮総督府」を、「関東」は「関東都督府」を、「横鎮」は「横須賀鎮守府」を、「阪鎮」は「大阪鎮台」を、「満鉄」は「南満洲鉄道」をそれぞれ示す。また代の列の着色はそれぞれ、前期武官総督 / 文官総督 / 後期武官総督 を示す。
| 代 | 台湾総督 | 台湾総督                        | 爵位 | 階級            | 任命日                   | 在任      | 主な前職                                     | 主な後職                               | 備考                                                                                          |
| -- | -------- | ------------------------------- | ---- | --------------- | ------------------------ | --------- | -------------------------------------------- | -------------------------------------- | --------------------------------------------------------------------------------------------- |
| 01 |          | かばやま すけのり 樺山 資紀     | 子爵 | 海軍大将        | 明治28年 (1895) 5月10日  | 1年01か月 | 海軍次官 海軍大臣 海軍軍令部長               | 枢密顧問官 内務大臣 文部大臣           | 明治28年 (1895) 8月伯爵に陞爵                                                                 |
| 02 |          | かつら たろう 桂 太郎           | 子爵 | 陸軍中将        | 明治29年 (1896) 6月2日   | 4か月     | 陸軍次官 第三師団長                          | 陸軍大臣 内閣総理大臣 内大臣兼侍従長   |                                                                                               |
| 03 |          | のぎ まれすけ 乃木 希典         | 男爵 | 陸軍中将        | 明治29年 (1896) 10月14日 | 1年04か月 | 第二師団長                                   | 第十一師団長 第三軍司令官 学習院院長   |                                                                                               |
| 04 |          | こだま げんたろう 児玉 源太郎   | 男爵 | 陸軍中将        | 明治31年 (1898) 2月26日  | 8年01か月 | 陸軍次官 第三師団長                          | 参謀総長                               | 総督在任中に陸軍大臣・内務大臣・満洲軍総参謀長を兼任 明治37年 (1904) 陸軍大将に進級           |
| 05 |          | さくま さまた 佐久間 左馬太     | 子爵 | 陸軍大将        | 明治39年 (1906) 4月11日  | 9年01ヵ月 | 第二師団長 近衛師団長                        | （退役）                               | 明治40年 (1907) 伯爵に陞爵                                                                    |
| 06 |          | あんどう さだよし 安東 貞美     | 男爵 | 陸軍大将        | 大正4年 (1915) 5月1日    | 3年01か月 | 第十師団長 第十二師団長                      | （退役）                               |                                                                                               |
| 07 |          | あかし もとじろう 明石 元二郎   | 4    | 陸軍中将        | 大正7年 (1918) 6月6日    | 1年04か月 | 第六師団長                                   | （在任中死去）                         | 総督着任の1か月後に陸軍大将に進級 大正8年 (1919) 10月24日男爵を授爵、二日後総督在任のまま死去 |
| 08 |          | でん けんじろう 田 健治郎       | 男爵 | 3-3-3           | 大正8年 (1919) 10月29日  | 3年10か月 | 衆議院議員 貴族院勅選議員 逓信大臣           | 司法大臣 農商務大臣 枢密顧問官         | 原内閣による人事（政友会系総督） 初の文官総督                                                 |
| 09 |          | うちだ かきち 内田 嘉吉         | 5    | 3-3-3           | 大正12年 (1923) 9月6日   | 1年       | 逓信次官 台湾民政長官 貴族院勅選議員         | 鉄道会議議員 日本無線電信社長          | 第二次山本内閣による人事（政友会系総督）                                                      |
| 10 |          | いざわ たきお 伊沢 多喜男       | 5    | 3-3-3           | 大正13年 (1924) 9月1日   | 1年10か月 | 新潟県知事 警視総監 貴族院勅選議員           | 東京市長 枢密顧問官                    | 加藤高明内閣による人事（憲政会系総督）                                                        |
| 11 |          | かみやま みつのしん 上山 滿之進 | 5    | 3-3-3           | 大正15年 (1926) 7月16日  | 1年11ヵ月 | 熊本県知事 農商務次官 貴族院勅選議員         | 枢密顧問官                             | 第一次若槻内閣による人事（憲政会系総督） 台中不敬事件で引責辞任                               |
| 12 |          | かわむら たけじ 川村 竹治       | 5    | 3-3-3           | 昭和3年 (1928) 6月16日   | 1年01か月 | 貴族院勅選議員 内務次官 満鉄社長             | 司法大臣                               | 田中義一内閣による人事（政友会系総督）                                                        |
| 13 |          | いしづか えいぞう 石塚 英藏     | 5    | 3-3-3           | 昭和4年 (1929) 7月30日   | 1年05か月 | 関東民政長官 朝鮮農商工部長官 貴族院勅選議員 | 枢密顧問官                             | 濱口内閣による人事（憲政会→民政党系総督） 霧社事件で引責辞任                                  |
| 14 |          | おおた まさひろ 太田 政弘       | 5    | 3-3-3           | 昭和6年 (1931) 1月16日   | 1年06か月 | 警視総監 貴族院勅選議員 関東長官             | 立憲民政党総務                         | 濱口内閣による人事（民政党系総督）                                                            |
| 15 |          | みなみ ひろし 南 弘             | 5    | 3-3-3           | 昭和7年 (1932) 3月3日    | 2か月     | 内閣書記官長 貴族院勅選議員 文部次官         | 逓信大臣 国語審議会会長 枢密顧問官     | 犬養内閣による人事（政友会系総督）                                                            |
| 16 |          | なかがわ けんぞう 中川 健藏     | 5    | 3-3-3           | 昭和7年 (1932) 5月27日   | 4年03か月 | 満鉄理事 東京府知事 文部次官                 | 貴族院勅選議員 大日本航空総裁          | 齋藤内閣による人事（民政党系総督）                                                            |
| 17 |          | こばやし せいぞう 小林 躋造     | 5-3  | 予備役 海軍大将 | 昭和11年 (1936) 9月2日   | 4年02か月 | 艦政本部長 海軍次官 連合艦隊司令長官         | 貴族院勅選議員 翼賛政治会総裁 国務大臣 |                                                                                               |
| 18 |          | はせがわ きよし 長谷川 清       | 5-1  | 海軍大将        | 昭和15年 (1940) 11月27日 | 4年01か月 | 海軍次官 第三艦隊司令長官 横鎮司令長官       | 軍事参議官                             |                                                                                               |
| 19 |          | あんどう りきち 安藤 利吉       | 5-2  | 陸軍大将        | 昭和19年 (1944) 12月30日 | 9か月     | 陸軍教育総監 第五師団長 台湾軍司令官         | （抑留中に自決）                       | 昭和20年 (1945) 10月25日台湾総督府廃止                                                        |

### 台湾副総督
| 代 | 台湾副総督 | 台湾副総督                      | 爵位 | 階級     | 任命日                   | 在任  | 主な前職                       | 主な後職                       | 備考                                           |
| -- | ---------- | ------------------------------- | ---- | -------- | ------------------------ | ----- | ------------------------------ | ------------------------------ | ---------------------------------------------- |
| 01 |            | たかしま とものすけ 高島 鞆之助 | 子爵 | 陸軍中将 | 明治28年 (1895) 5月10日0 | 6か月 | 阪鎮司令官 陸軍大臣 枢密顧問官 | 拓殖務大臣 陸軍大臣 枢密顧問官 | 台湾平定戦（乙未戦争）の期間のみ置かれた非常職 |

### 台湾総督府総務長官
台湾総督府総務長官は、台湾総督の施政を補佐するとともに、台湾総督府の各政策の実務を担当した。その名称は、以下のような変遷をたどっている。
1. 民政局長官 - 明治28年 (1895) 5月21日
2. 民政局長 - 明治28年 (1895) 8月6日
3. 民政長官 - 明治31年 (1898) 6月20日
4. 総務長官 - 大正8年 (1919) 8月20日

| 代 | 長官      | 長官                          | 任命日                   | 総督                                        | 備考                                             |
| -- | --------- | ----------------------------- | ------------------------ | ------------------------------------------- | ------------------------------------------------ |
| 01 |           | みずの じゅん 水野 遵         | 明治28年 (1895) 5月21日  | 樺山 資紀 桂 太郎 乃木 希典                 | 明治28年 (1895) 8月6日民政局長官を民政局長に改称 |
| 02 |           | そね しずお 曾根 静夫         | 明治30年 (1897) 7月20日  | 乃木 希典 児玉 源太郎                       |                                                  |
| 03 |           | ごとう しんぺい 後藤 新平     | 明治31年 (1898) 3月2日   | 児玉 源太郎 佐久間 左馬太                   | 明治31年 (1898) 6月20日民政局長を民政長官に改称  |
| 04 |           | いわい たつみ 祝 辰巳         | 明治39年 (1906) 11月13日 | 佐久間 左馬太                               | 明治41年 (1908) 5月22日在任のまま死去            |
| 05 |           | おおしま くまじ 大島 久滿次   | 明治41年 (1908) 5月30日  | 佐久間 左馬太                               |                                                  |
| –  |           | みやお しゅんじ 宮尾 舜治     | 明治43年 (1910) 7月27日  | 佐久間 左馬太                               | 事務取扱                                         |
| 06 |           | うちだ かきち 内田 嘉吉       | 明治43年 (1910) 8月22日  | 佐久間 左馬太 安東 貞美                     |                                                  |
| 07 |           | しもむら ひろし 下村 宏       | 大正4年 (1915) 10月20日  | 安東 貞美 明石 元二郎                       | 大正8年 (1919) 8月20日民政長官を総務長官に改称   |
| 07 | 田 健治郎 | しもむら ひろし 下村 宏       | 大正4年 (1915) 10月20日  |                                             | 大正8年 (1919) 8月20日民政長官を総務長官に改称   |
| 08 |           | かく さがたろう 賀来 佐賀太郎 | 大正10年 (1921) 7月11日  | 田 健治郎 内田 嘉吉 伊沢 多喜男 上山 満之進 |                                                  |
| 09 |           | ごとう ふみお 後藤 文夫       | 大正13年 (1924) 9月22日  | 上山 満之進 川村 竹治                       | 台中不敬事件で上山総督とともに引責辞任           |
| 10 |           | かわらだ かきち 河原田 稼吉   | 昭和4年 (1928) 6月26日   | 川村 竹治 石塚 英蔵                         |                                                  |
| 11 |           | ひとみ じろう 人見 次郎       | 昭和4年 (1929) 8月3日    | 石塚 英蔵                                   | 霧社事件で石塚総督と共に引責辞任                 |
| 12 |           | たかはし もりお 高橋 守雄     | 昭和6年 (1931) 1月17日   | 石塚 英蔵 太田 政弘                         |                                                  |
| 13 |           | きのした まこと 木下 信       | 昭和6年 (1931) 4月15日   | 太田 政弘                                   |                                                  |
| 14 |           | ひらつか ひろよし 平塚 廣義   | 昭和7年 (1932) 1月13日   | 太田 政弘 南 弘 中川 健蔵                   |                                                  |
| 15 |           | もりおか じろう 森岡 二朗     | 昭和11年 (1936) 9月2日   | 中川 健蔵                                   |                                                  |
| 15 | 小林 躋造 | もりおか じろう 森岡 二朗     | 昭和11年 (1936) 9月2日   |                                             |                                                  |
| 16 |           | さいとう いつき 齋藤 樹       | 昭和15年 (1940) 11月27日 | 小林 躋造 長谷川 清 安藤 利吉               |                                                  |
| 17 |           | なりた いちろう 成田 一郎     | 昭和20年 (1945) 1月6日   | 安藤 利吉                                   | 昭和20年 (1945) 10月25日台湾総督府廃止           |

## 組織

### 総督府
『臺灣統治概要』「臺灣總督府行政機構一覧表」に拠る。

#### 昭和15年（1940年）末
内部部局 　　　
- 総督官房
- 内務局
- 文教局
- 財務局
- 殖産局
- 米穀局
- 警務局
- 法務局
- 外事部

　　　 所属官署 　　　
- 交通局
  - 総務課
  - 道路港湾課
  - 鉄道部
  - 逓信部
- 専売局
- 税関
- 気象台
- 他

#### 昭和20年（1945年）
内部部局 　　　
- 総督官房
- 文教局
  - 国民精神研修所
- 財務局
- 鉱工局
  - 地質調査所
- 農商局
  - 食糧部
  - 獣液血清製造所
- 警務局
- 法務部
- 外事部

　　　 所属官署 　　　
- 法院
- 供託局
- 交通局
  - 総務課
  - 鉄道部
  - 逓信部
  - 海務部
- 港務局
- 専売局
- 気象台
- 他

### 職員
台湾総督では日本人のほかにも台湾人の職員を多く採用したが、処遇において日本人との間に差別があったことは否めず、台湾人が上級管理職に昇進する機会は少なかった。州知事や各庁の長、そして内地の市長に相当する市尹は日本人が主体であったが、内地の町長や村長に相当する街長や庄長では台湾人が少なくなかった。昭和18年（1943年）の時点で、総督府に属する高等官1,444人（概ね現在の本省管理職に相当）のうち、台湾人は30人であった。台湾人が警察官として採用される機会は多かったが、階級は全て巡査以下だった。公立の旧制中学校長に台湾人が任命されたケースはなく、国民学校の校長では分教場を入れて4人のみだった。台湾人が裁判官（台湾総督府法院判官）に任用されるようなったのは、日本統治時代の終盤に差し掛かる1931年からであり、検察官（台湾総督府法院検察官）に任官した台湾人は一人もいなかった。このような状況のため、官界での出世を志す台湾人は、そこまで差別が苛烈でない内地や満洲国の官公庁に志願する例が少なくなかった。特に台湾出身の謝介石が満洲国の外相に任命されると、満洲国の公務員試験に台湾人受験者が殺到した。